# یالوتوروفسک
شهر یالوتوروفسک (به روسی: Ялуторовск) در کشور روسیه و در اوبلاست تیومن واقع شده‌است.